# Grauspitz
O Grauspitz ou Vorder Grauspitz é o ponto mais alto do Liechtenstein. Situa-se no maciço de Rätikon, na fronteira com a Suíça e tem 2599 m de altitude.